# عشبة القوى
عشبة القوى أو المُقوِّية (الاسم العلمي: Potentilla) هي جنس من النباتات تتبع الفصيلة الوردية من رتبة الورديات.

## أنواع عشبة القوى
- عشبة القوى الزاحفة
- عشبة القوى الإسبانية
- عشبة القوى الإنجليزية
- عشبة القوى الإوزية
- عشبة القوى الإيطالية
- عشبة القوى الأبينينية
- عشبة القوى الأدرياتيكية
- عشبة القوى الأذينية
- عشبة القوى الأناضولية
- عشبة القوى الأوشيرية
- عشبة القوى الباردة
- عشبة القوى البالنسية
- عشبة القوى الباميرية
- عشبة القوى البرانسية
- عشبة القوى البرودية
- عشبة القوى البونجية
- عشبة القوى البيضاء الشاحبة
- عشبة القوى البيضاء الناصعة
- عشبة القوى البيكية
- عشبة القوى التيانشانية
- عشبة القوى الثلجية
- عشبة القوى الجبلية
- عشبة القوى الجزرية
- عشبة القوى الحادة
- عشبة القوى الحريرية
- عشبة القوى الخطية
- عشبة القوى الدروموندية
- عشبة القوى الدوفينية
- عشبة القوى الدولافية
- عشبة القوى الرمادية
- عشبة القوى الرملية
- عشبة القوى أحادية الزهرة
- عشبة القوى ثنائية الألوان
- عشبة القوى الرويترية
- عشبة القوى الرئدية
- عشبة القوى الزغابية
- عشبة القوى سباعية الأوراق
- عشبة القوى السوسنوفسكية
- عشبة القوى السوطية
- عشبة القوى الشامسوانية
- عشبة القوى شبه الملساء
- عشبة القوى الشتراوسية